# Giuseppe Cassioli
 (juillet 2025).
Giuseppe Cassioli (22 octobre 1865 – 5 octobre 1942) est un peintre et sculpteur italien, connu notamment pour le design de médailles olympiques.

## Biographie
Giuseppe Cassioli est né à Florence en Italie. Il est le fils d'Amos Cassioli.